# Billbergia violacea
Espèce
Classification phylogénétique
Billbergia violacea est une espèce de plantes à fleurs de la famille des Bromeliaceae originaire du nord de l'Amérique du Sud.

## Synonymes
- Billbergia commixta K.Koch[1] ;
- Billbergia stipulata Brongn. ex Baker [non-valide][1].

## Distribution
L'espèce est présente au Brésil, en Guyane, au Guyana et au Suriname.

## Description
L'espèce est épiphyte.